# Ștefan Haukler
Ștefan Haukler (Satu Mare, 9 de marzo de 1942-Budapest, 23 de noviembre de 2006) fue un deportista rumano que compitió en esgrima, especialista en la modalidad de florete. Ganó dos medallas de bronce en el Campeonato Mundial de Esgrima en los años 1969 y 1970.

## Palmarés internacional
| Campeonato Mundial | Campeonato Mundial | Campeonato Mundial | Campeonato Mundial  |
| Año                | Lugar              | Medalla            | Prueba              |
| ------------------ | ------------------ | ------------------ | ------------------- |
| 1969               | La Habana (Cuba)   | Medalla de bronce  | Florete por equipos |
| 1970               | Ankara (Turquía)   | Medalla de bronce  | Florete por equipos |